# Team Jumbo-Visma/2020
Deze pagina geeft een overzicht van de Jumbo-Visma-wielerploeg in 2020.

## Algemeen
Hoofdsponsors: Jumbo Supermarkten en Visma
Teammanager: Merijn Zeeman
Ploegleiders: Jan Boven, Arthur van Dongen, Addy Engels, Sierk-Jan de Haan, Frans Maassen, Grischa Niermann
Fietsmerk: Bianchi

## Renners
| Naam                  | Geboortedatum | Nationaliteit    | Ploeg 2019                       |
| --------------------- | ------------- | ---------------- | -------------------------------- |
| Wout van Aert         | 15-09-1994    | België           |                                  |
| George Bennett        | 07-04-1990    | Nieuw-Zeeland    |                                  |
| Koen Bouwman          | 02-12-1993    | Nederland        |                                  |
| Laurens De Plus       | 04-09-1995    | België           |                                  |
| Tom Dumoulin          | 11-11-1990    | Nederland        | Team Sunweb                      |
| Pascal Eenkhoorn      | 08-02-1997    | Nederland        |                                  |
| Jos van Emden         | 18-02-1985    | Nederland        |                                  |
| Tobias Foss           | 25-05-1997    | Noorwegen        | Uno-X Norwegian Development Team |
| Robert Gesink         | 31-05-1986    | Nederland        |                                  |
| Dylan Groenewegen     | 21-06-1993    | Nederland        |                                  |
| Chris Harper          | 23-11-1994    | Australië        | Team BridgeLane                  |
| Lennard Hofstede      | 29-12-1994    | Nederland        |                                  |
| Taco van der Hoorn    | 04-12-1993    | Nederland        |                                  |
| Amund Grøndahl Jansen | 11-02-1994    | Noorwegen        |                                  |
| Steven Kruijswijk     | 07-06-1987    | Nederland        |                                  |
| Sepp Kuss             | 13-09-1994    | Verenigde Staten |                                  |
| Tom Leezer            | 26-12-1985    | Nederland        |                                  |
| Bert-Jan Lindeman     | 16-06-1989    | Nederland        |                                  |
| Paul Martens          | 26-10-1983    | Duitsland        |                                  |
| Tony Martin           | 23-04-1985    | Duitsland        |                                  |
| Christoph Pfingsten   | 20-11-1987    | Duitsland        | BORA-hansgrohe                   |
| Primož Roglič         | 29-10-1989    | Slovenië         |                                  |
| Timo Roosen           | 11-01-1993    | Nederland        |                                  |
| Mike Teunissen        | 25-08-1992    | Nederland        |                                  |
| Antwan Tolhoek        | 29-04-1994    | Nederland        |                                  |
| Jonas Vingegaard      | 10-12-1996    | Denemarken       |                                  |
| Maarten Wynants       | 13-05-1982    | België           |                                  |

### Vertrokken
| Naam             | Geboortedatum | Nationaliteit    | Ploeg 2020          |
| ---------------- | ------------- | ---------------- | ------------------- |
| Daan Olivier     | 24-11-1992    | Nederland        | gestopt             |
| Danny van Poppel | 26-07-1993    | Nederland        | Circus-Wanty-Gobert |
| Neilson Powless  | 03-09-1996    | Verenigde Staten | EF Education First  |
| Floris De Tier   | 20-01-1992    | België           | Alpecin-Fenix       |

## Overwinningen
| Nationale kampioenschappen wielrennen Slovenië - wegwedstrijd: Primož Roglič België - tijdrit: Wout van Aert Ronde van Valencia 1e etappe: Dylan Groenewegen 3e etappe: Dylan Groenewegen Puntenklassement: Dylan Groenewegen Ronde van de Verenigde Arabische Emiraten 4e etappe: Dylan Groenewegen Strade Bianche Wout van Aert Ronde van de Ain 2e etappe: Primož Roglič 3e etappe: Primož Roglič Eindklassement: Primož Roglič Puntenklassement: Primož Roglič Ploegenklassement: *1) Milaan San Remo Wout van Aert Ronde van Tsjechië Bergklassement: Koen Bouwman | Critérium du Dauphiné 1e etappe: Wout van Aert 2e etappe: Primož Roglič 5e etappe: Sepp Kuss Puntenklassement: Wout van Aert Ronde van Piemonte George Bennett Ronde van Frankrijk 4e etappe: Primož Roglič 5e etappe: Wout Van Aert 7e etappe: Wout Van Aert Internationale Wielerweek 4e etappe: Pascal Eenkhoorn * Luik-Bastenaken-Luik Primož Roglič Ronde van Spanje 1e etappe: Primož Roglič 8e etappe: Primož Roglič 10e etappe: Primož Roglič 13e etappe: Primož Roglič Eindklassement: Primož Roglič Puntenklassement: Primož Roglič |  |

* als lid van het Jumbo-Visma Development Team
*1): Ploeg Ronde van de Ain: Bennett, Dumoulin, Gesink, Kruijswijk, T. Martin, Roglič
Mannen: 1984 · 1985 · 1986 · 1987 · 1988 · 1989 · 1990 · 1991 · 1992 · 1993 · 1994 · 1995 · 1996 · 1997 · 1998 · 1999 · 2000 · 2001 · 2002 · 2003 · 2004 · 2005 · 2006 · 2007 · 2008 · 2009 · 2010 · 2011 · 2012 · 2013 · 2014 · 2015 · 2016 · 2017 · 2018 · 2019 · 2020 · 2021 · 2022 · 2023 · 2024 · 2025
Lijst van alle renners
Vrouwen: 2021 · 2022 · 2023 · 2024 · 2025
AG2R-La Mondiale · Astana Pro Team · Bahrain McLaren · BORA-hansgrohe · CCC Team ·  Cofidis, Solutions Crédits · Deceuninck–Quick-Step · EF Education First · Groupama-FDJ · Israel Start-Up Nation · Lotto Soudal · Mitchelton-Scott · Movistar Team ·  NTT Pro Cycling · Team INEOS · Team Jumbo-Visma · Team Sunweb · Trek-Segafredo · UAE Team Emirates